# Racketeer Influenced and Corrupt Organizations Act
Der Racketeer Influenced and Corrupt Organizations Act (kurz RICO oder RICO Act) ist ein am 15. Oktober 1970 erlassenes Bundesgesetz der Vereinigten Staaten von Amerika.

## Inhalt
Das Bundesgesetz „18 U.S.C. §§ 1961–1968“ wendete sich ursprünglich vor allem gegen die Schutzgelderpressung (Racketeering) der amerikanischen Mafia  und gegen die kriminellen Vorgänge innerhalb der Gewerkschaften, insbesondere der Transportgewerkschaft der Teamsters. Es ist eine Rechtsgrundlage zur Bekämpfung und Verurteilung von kriminellen Aktivitäten von Mobstern und kriminellen Vereinigungen des organisierten Verbrechens.
Die Möglichkeiten der Strafbarkeit von Drogenhandel waren am 1. Juli 1957 bereits durch den „Narcotic Control Act“ ausgeweitet und zu einer Bundesstraftat erklärt worden. Der RICO Act ermöglicht es Bundesanwälten darüber hinaus, Personen wegen ihrer Zugehörigkeit zu einer kriminellen Vereinigung anzuklagen, auch wenn sie Straftaten nur angeordnet, aber nicht selbst ausgeführt haben oder wenn sie innerhalb von zehn Jahren nur zwei von insgesamt 35 festgelegten Straftaten begangen haben.
Abweichend von deutschem Recht sieht das Gesetz die Möglichkeit vor, Straftaten nicht nur strafrechtlich, sondern auch zivilrechtlich zu verfolgen und Schadenersatzansprüche für geschädigte Dritte zu stellen.
Das sogenannte Rico-Gesetz wurde 1970 verabschiedet, um gegen das organisierte Verbrechen vorzugehen. Der renommierte Strafverteidiger Ron Kuby sagte im August 2023 dem ARD-Studio New York, damals seien der Polizei in der Regel Handlanger und Befehlsausführende ins Netz gegangen. Das Rico-Gesetz sei gemacht worden, um auch Bosse zur Verantwortung ziehen zu können. Kuby sagte:

„Wenn man ‚Teil eines Geschäfts‘ sei,[…] dann werde man ‚auch für die Verbrechen zur Verantwortung gezogen, die die Geschäftspartner begangen haben‘. Das sei ‚das Gute oder für manche der Horror des Rico-Gesetzes‘.“

## Verfahren und Verurteilungen (Auswahl)
1979 wurde das Gesetz gegen Ralph „Sonny“ Barger angewendet, um insbesondere den Drogen- und Waffenhandel der Fraktion der Hells Angels in Oakland zu unterbinden. Allerdings kam es damals zu einem Freispruch.
Frank Tieri war der erste Cosa-Nostra-Boss, der auf Grundlage des RICO Acts angeklagt und 1981 verurteilt wurde.
1986 wurden die Oberhäupter der Fünf Familien der Mafia in New York und mehrere Untergebene vor einen „Mafia Commission Trial“ geladen, der auf Grund des RICO Acts einberufen werden konnte. Hauptankläger war Rudy Giuliani. Dort wurde die Korruption zwischen Mafia und Gewerkschaft behandelt und acht der elf Angeklagten wurden zu hohen Freiheitsstrafen verurteilt. Außerdem erreichte im September 1987 Rudolph Giuliani eine Verurteilung eines Großteils der Mitglieder der irischstämmigen Westies, die Assoziierte der Gambino-Familie waren. Allein der Anführer James „Jimmy“ Coonan erhielt eine Freiheitsstrafe von 60 Jahren.
1989 wurde der amerikanische Finanzier und Investmentbanker Michael Milken, der als Symbol der Gier an der Wall Street während der 1980er Jahre gilt, des Finanzbetruges angeklagt, bekannte sich in fünf Punkten für schuldig und wurde zu 10 Jahren Haft verurteilt, jedoch nach 22 Monaten Gefängnis im Januar 1993 entlassen.
1999 bis 2007 diente der RICO Act als Grundlage einer Klage der US-Regierung gegen die US-Tabakindustrie. Der aktuelle Prozessstand wird auf tobacco-on-trial (englisch) oder von Philip Morris USA (englisch) sowie als Zusammenfassung  (deutsch) dokumentiert.
Zwischen dem 14. Februar und 15. Mai 2000 musste sich James Marcello zusammen mit Anthony Zizzo einem Prozess stellen. Die Anklage lautete auf Verschwörung, illegales Glücksspiel und Mord. Marcello wurde zu 12, Zizzo zu 10 Jahren Haft verurteilt. Marcello wurde jedoch im November 2003 aus der Haft entlassen und nahm offensichtlich seine Tätigkeit für das Chicago Outfit wieder auf, als dessen aktueller Boss er nach Auffassung des FBI anzusehen ist.
Im März 2006 wurde Barry Mills, Anführer der „Aryan Brotherhood“, auf RICO-Grundlage angeklagt und zu einer lebenslangen Haftstrafe verurteilt.
Im Jahr 2007 wurde eine Sammelklage gegen Microsoft und das Handelsunternehmen Best Buy in einem Berufungsverfahren vor dem United States Court of Appeals for the Ninth Circuit in San Francisco – trotz Bedenken – auf Grundlage des RICO Act zugelassen. Die Klage hatte im April 2000 James Odom angestrengt, der beiden Firmen Betrug vorwarf, da sie bei Käufen über Kreditkarten Kundeninformationen austauschten und der Kunde darüber nicht informiert werde. Microsoft hatte sich nach einer Investition von 200 Millionen US-Dollar in Best Buy verpflichtet, Werbung für diese Firma zu machen, im Gegenzug sollte der Händler Produkte von Microsoft bewerben.
Im Januar 2008 erhob Star Energy auf Grundlage des RICO Acts eine Klage gegen RSM Top Audit (Moskau), RSM International (London) sowie einzelne Vertreter der Buchprüfungsfirmen und andere Einzelpersonen. „Star unterstellt ein Muster krimineller Geschäfte, das auf die Finanzmärkte der Vereinigten Staaten abzielt.“ Demnach soll RSM, eine der sieben größten internationalen Wirtschaftsprüfungsorganisationen weltweit, Buchprüfungen russischer Unternehmen fälschen, damit diese an den Kapitalmärkten der Vereinigten Staaten von Amerika Kapital aufnehmen können. Das Verfahren ist noch nicht entschieden.
Am 19. Juli 2010 wurde gemeldet, dass Anwälte von Geschädigten der Katastrophe der Deepwater Horizon in den USA mindestens drei Klagen gegen BP unter dem RICO Act eingereicht haben. Derzeit prüft das US-Justizministerium, ob der RICO Act in diesem Fall zur Anwendung kommt.
Im Zuge der Ermittlungen wegen Korruptionsvorwürfen 2015 wurde bekannt, dass die US-Strafverfolgungsbehörden den internationalen Fußballverband FIFA als korrupte Organisation im Sinne des RICO Act betrachten.
Im August 2023 erhob die District Attorney von Fulton County, Georgia, Fani Willis, Anklage gegen Donald Trump und Beteiligte, unter ihnen Rudy Giuliani. „Im Mittelpunkt der Anklage gegen Trump und seine Verbündeten in Georgia steht der Vorwurf der organisierten Kriminalität nach dem gliedsstaatlichen (state) Racketeering Influenced and Corrupt Organizations Act (RICO).“ Die NYT schreibt dazu: „Das (georgische) Gesetz enthält eine Liste von 40 einzelstaatlichen Straftaten oder Handlungen, die zusammen als  ‚Erpressungsmuster‘ eingestuft werden können. Es ist breiter gefasst als das Bundesgesetz, da auch der Versuch, die Aufforderung, die Nötigung und die Einschüchterung einer anderen Person, eine der Straftaten zu begehen, als organisierte Kriminalität angesehen werden kann.“ Im selben Artikel wird gesprächsweise B. Michael Mears zitiert: Das Gesetz sei eine Goldmine oder ein Alptraum, je nachdem.